# Большетархово
Большета́рхово (рос. Большетархово) — село у складі Нижньовартовського району Ханти-Мансійського автономного округу Тюменської області, Росія. Входить до складу Ізлучинського міського поселення.
Населення — 449 осіб (2010, 439 у 2002).
Національний склад станом на 2002 рік: росіяни — 74 %.